# Jacob Balde

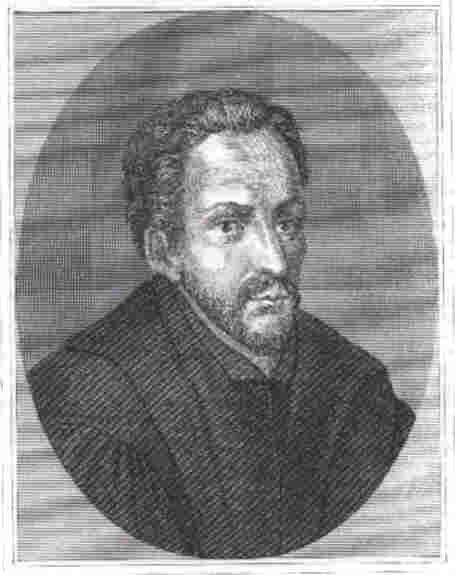
Jacob Balde.

Johann Jacob Balde S.J. (* 3. Januar 1604 in Ensisheim, Elsass; † 9. August 1668 in Neuburg an der Donau) war ein deutscher Jesuit und neulateinischer Dichter.

## Leben
Baldes Vater war Kammersekretär der vorderösterreichischen Regierung. Er ließ den Sohn im Geist der Gegenreformation erziehen, u. a. an einem Jesuitencolleg in Ensisheim. Als 1621 der Dreißigjährige Krieg das Bistum Straßburg erreichte, floh Balde nach Ingolstadt, wo er an der dortigen Universität Philosophie und Rechtswissenschaften studierte. Schon hatte er die Rechtswissenschaft sich zum Fachstudium gewählt, als er bei einem nächtlichen Ständchen, von seiner Gefeierten unerhört und durch den Chorgesang aus einem nahen Kloster ergriffen, seine Laute zerschlug und der Welt zu entsagen beschloß. Auch andere Quellen geben die unglückliche Liebe zu einer Bäckerstochter als Grund an, 1624 dem Jesuitenorden beizutreten.

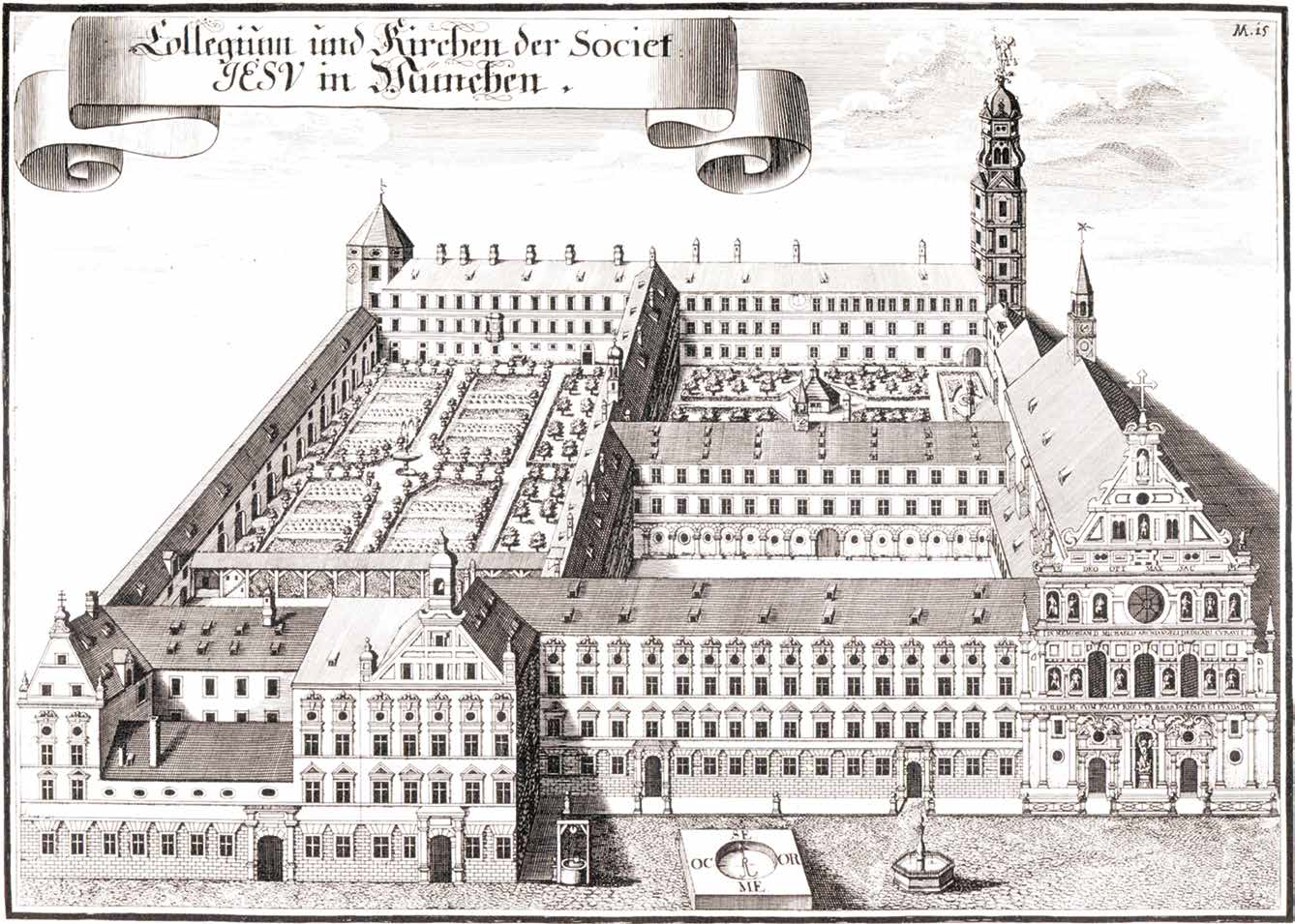
Das Wilhelminum um 1700 nach Michael Wening

Nach zwei Jahren Ausbildung ging Balde nach München, wo er am Wilhelmsgymnasium unterrichtete und durch seine ersten poetischen Werke, zunächst Schuldeklamationen, die Aufmerksamkeit seiner Umgebung auf sich zog. Der Rektor des Münchener Collegiums, Jakob Keller, förderte seine poetische Ausbildung. Als Professor der Rhetorik 1628 nach Innsbruck versetzt, hatte Balde auch dort Erfolg mit Vorträgen und dramatischen Arbeiten. Auf Anordnung des Ordens ging er zum Studium der Theologie nach Ingolstadt, wurde Zeuge der Belagerung durch schwedische Truppen und wurde 1633 durch den Weihbischof Resch von Eichstätt zum Priester geweiht.
1634 bis 1635 war Balde in München, wurde aber zum Semesterbeginn 1635 als Rhetorikprofessor an die Universität Ingolstadt entsandt, wo man ihn den „wiedererstandenen Quintilian“ nannte. 1637 hatte Balde mit dem biblischen Drama Jephte einen großen Erfolg. Auf Wunsch Herzogs Alberts VI. ging Balde nach München zurück, um dessen Sohn Albrecht Sigismund zu erziehen, den späteren Bischof von Freising.
1638 wurde Balde Hofprediger des Kurfürsten Maximilian I.; nach zwei Jahren musste er die Stelle aus Krankheitsgründen aufgeben und bekam stattdessen den Auftrag, die bayrische Geschichte aufzuschreiben. Er verfasste eine Expeditio Donawerdana über Maximilians Feldzug gegen Donauwörth, doch gab er die Historiographie auf, weil der Kurfürst selbst ihm vorschrieb, was er schreiben dürfe und was nicht. Er widmete sich nun vorwiegend seinen poetischen Arbeiten und gab 1643 bis 1645 seine Oden und Lyrischen Wälder heraus, die seinen Ruhm als Lyriker begründeten.
Bereits 1638 hatte Balde die Gesellschaft der Mageren gegründet (auch Ritter vom dürren Orden), eine Vereinigung, die gegen das Übergewicht kämpfte, ein in den Zeiten des Dreißigjährigen Krieges exzentrisches Vorhaben. Balde selbst war extrem dünn und deswegen Zielscheibe von Spott. Er fand einflussreiche Verbündete wie etwa Herzog Albrecht VI. von Bayern. Seine eigene schwache Gesundheit war der Grund, dass man Balde 1650 nach Landshut versetzte.
Dort wie später in Amberg war er als Kanzelredner tätig, schrieb aber weiterhin, unter anderem Satiren, etwa die Medicinae gloria gegen stümperhafte Apotheker. Konfessionelle Polemik tritt in seinem Werk weitgehend in den Hintergrund. Stattdessen beklagt er immer wieder den Zerfall des Reiches, die Grausamkeiten des Krieges und – aus eigener Betroffenheit – die erzwungene Emigration (zahlreiche Gedichte auf das heimatliche Elsass). 1654 wurde er nach Neuburg an der Donau versetzt, wo er anfänglich als Hofprediger, später als Beichtvater des Pfalzgrafen Philipp Wilhelm wirkte. Seine Reise von Amberg nach Neuburg glich einem Triumphzug, die Ratsherren von Nürnberg wie die Professoren zu Altdorf huldigten dem berühmten Dichter. In Neuburg schrieb Balde u. a. das allegorische Gedicht Urania victrix, für die ihm Alexander VII., dem das Werk gewidmet war, eine goldene Denkmünze schenkte.
Balde starb 1668 am Hof Philipp Wilhelms. Er wurde in der Neuburger Hofkirche begraben. Baldes neulateinische Dichtungen machten ihn – trotz Problemen mit der Ordenszensur der Jesuiten – über Bayern hinaus als den „deutschen Horaz“ bekannt, ein Titel, den ihm Sigmund von Birken verlieh. Er war es auch, der Baldes Satyra contra abusum tabaci, ein Pamphlet gegen das Rauchen, 1658 als Die truckene Trunkenheit übersetzte.

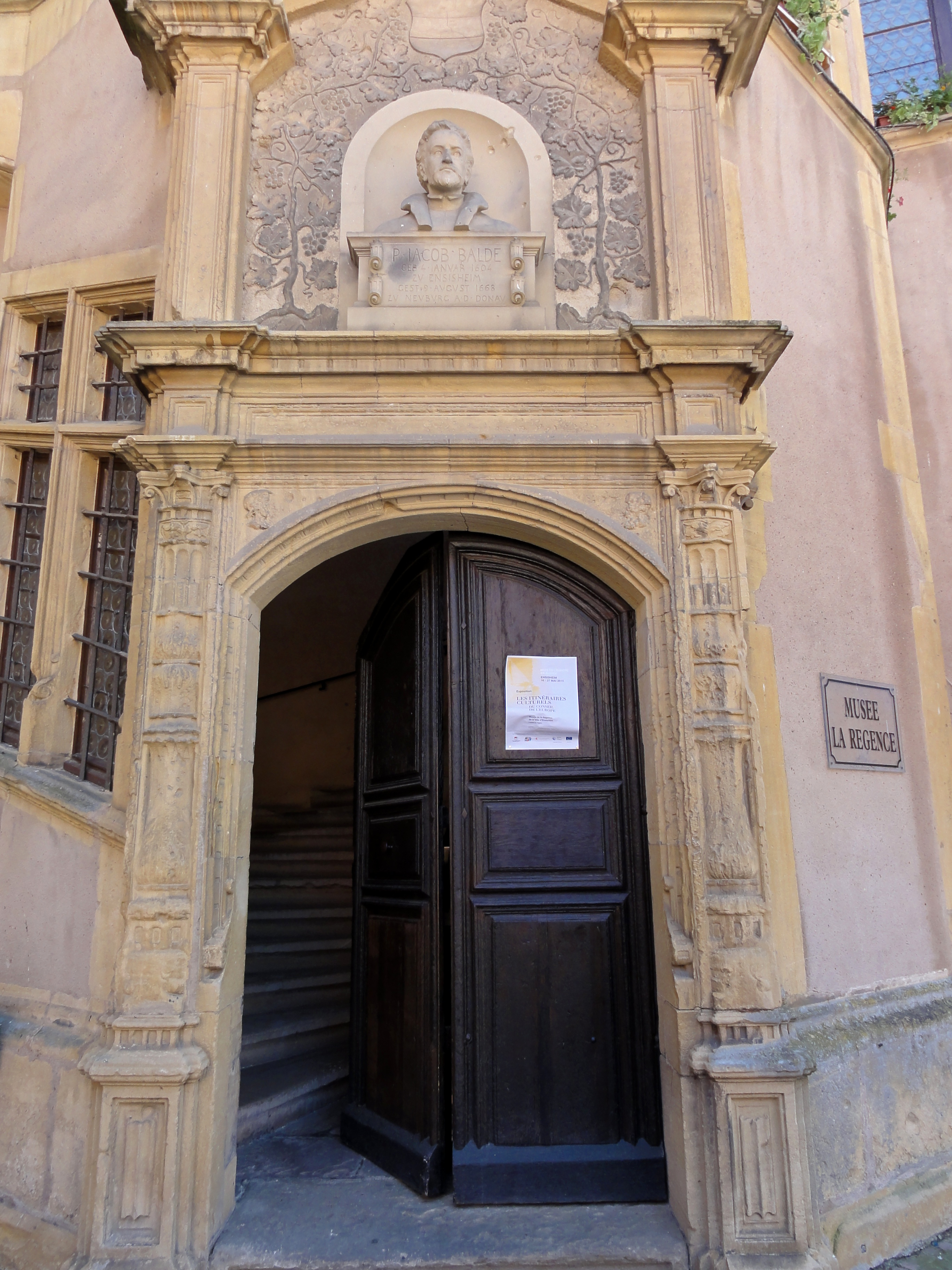
Büste am Alten Rathaus Ensisheim

## Ehrungen
Im Jahr 1905 wurde am damaligen Rathaus seines Geburtsorts eine Büste von Jakob Balde enthüllt. Der Straßburger Bildhauer Alfred Marzolff hatte sie geschaffen. In der Hofkirche in Neuburg erinnert eine Gedenktafel aus dem Jahr 1828 daran, dass der Dichter in der Jesuitengruft unter der Kirche beigesetzt wurde.
Eine von Fidelis Schönlaub gefertigte Büste wurde in der Münchner Ruhmeshalle aufgestellt. Das Studienseminar Neuburg hat das Studentenwohnheim in München, Theresienstraße 100, nach ihm als Jakob-Balde-Haus benannt.

## Namensgeber für Straßen und Orte
Nach Johann Balde wurde 1877 in München im Stadtteil Glockenbach (Stadtbezirk 2 - Ludwigsvorstadt-Isarvorstadt) der Baldeplatz
Standort. und die die Baldestraße benannt Standort. Die Stadt Neuburg ehrt Balde im Jahr 2013 mit der Benennung eines Platzes. 
Auch in Ingolstadt gibt es eine Baldestraße.
Die Baldehöhe am südlichen Stadtrand von München  erinnert daran, dass der Dichter dort im Buchenwald seine Ode auf Kurfürst Maximilian I. abgefasst haben soll und dass er seinen Spaziergang auf dem linken Isarufer aus der Stadt dorthin in seinen Silvae lyricae beschrieb.
Balde nimmt unter den neulateinischen Dichtern sowol durch die Fruchtbarkeit als durch den poetischen Gehalt seiner Schöpfungen eine ausgezeichnete Stelle ein; was den Reichthum eigenthümlicher Wendungen und geniale Composition betrifft, behauptet er nach Herder’s Urtheil sogar den Vorrang vor Horaz. In allen Dichtungsarten hat B. sich versucht, doch unterliegt es keinem Zweifel, daß er in der Lyrik das Höchste geleistet.

## Werke (Auswahl)
- Epithalamion quod serenissimis coniugibus Maximiliano Boiariae Duci ... et Mariae Annae Austriacae ... accinuit collegium Monacense Societ. Jesu. Leyser, München 1635. (Digitalisat)
- Ode nova dicta hecatombe de vanitate mundi. Cantata ab eivs contemtore Nunc alijs etiam oblata & denuè excusa. Henricus, München 1636. (Digitalisat der Ausgabe 1659)
- Ode Dicta Agathyrsvs De Solatio Macilentorvm. (Preis der Magerkeit). Leyser, München 1638. (Digitalisat)
- Iacobi Balde è Societate Iesv Lyricorvm Lib. IV. Epodon Lib. unus. Leyser, München 1643. (Digitalisat)
- Iacobi Balde è Societate Jesv Sylvarvm Libri VII. Leyser, München 1643. (Digitalisat)
- De Laudibus. B. Mariae. V. Odae Partheniae. Wagner & Straub, München 1648. (Digitalisat)
- Medicinae Gloria Per Satyras XXII. Asserta. Wagner & Straub, München 1651. (Digitalisat)
- Jephtias. Tragoedia. Haugenhofer, Amberg 1654. (Digitalisat)
- Satyra contra abusum tabaci. Ad Aemilianvm Aloysivm Gvevarram. Wagner & Straub, München 1657. (Digitalisat)
- Vultuosae Torvitatis Encomium. In gratiam Philosophorum, ac Poëtarum explicatum. Praemittitur Dissertatio praevia de Stvdio Poetico. Wagner & Straub, München 1658. (Digitalisat)
- Solatium podagricorum Libri duo. Wagner & Straub, München 1661. (Digitalisat Band 1), (Band 2)
- Urania victrix. Wagner, München 1663. (Digitalisat)

## Ausgaben, Übersetzungen, Kommentare
- Thorsten Burkard (Hrsg.): Jacob Balde: Dissertatio de studio poetico (1658). Einleitung, Edition, Übersetzung, Kommentar. Herbert Utz, München 2004, ISBN 3-8316-0327-8 (kritische Ausgabe).
- Lutz Claren u. a. (Hrsg.): Jacob Balde SJ: Urania Victrix – Die Siegreiche Urania. Liber I–II – Erstes und zweites Buch. Eingeleitet, herausgegeben, übersetzt und kommentiert. Niemeyer, Tübingen 2003, ISBN 3-484-36585-4 (kritische Ausgabe).
- Andreas Heider (Hrsg.): Spolia vetustatis. Die Verwandlung der heidnisch-antiken Tradition in Jakob Baldes marianischen Wallfahrten: Parthenia, Silvae II 3 (1643). Eingeleitet, herausgegeben, übersetzt und erläutert. Herbert Utz, München 1999, ISBN 3-89675-513-7.
- Katharina Kagerer: Jacob Balde und die bayerische Historiographie unter Kurfürst Maximilian I. Ein Kommentar zur Traum-Ode (Silvae 7,15) und zur Interpretatio Somnii. Herbert Utz, München 2014, ISBN 978-3-8316-4179-6 (enthält kritische Edition der Interpretatio Somnii mit Übersetzung).
- Eckard Lefèvre (Hrsg.): Das Jagdbuch De venatione (Sylvae 1) des Barockdichters Jakob Balde. Einführung, Text, Übersetzung, Interpretation. Olms, Hildesheim 2011, ISBN 978-3-487-14664-5.
- Veronika Lukas (Hrsg.): Batrachomyomachia. Homers Froschmäusekrieg auf römischer Trompete geblasen von Jacob Balde S. J. (1637/1647) mit kritischer Ausgabe des ersten Buches, Übersetzung und Kommentar. Herbert Utz, München 2001, ISBN 978-3-8316-0014-4.
- Veronika Lukas, Stephanie Haberer (Hrsg.): Jakob Balde, Panegyricus Equestris (1628): Edition und Übersetzung mit einem historischen Kommentar. Wißner, Augsburg 2002, ISBN 3-89639-333-2.
- Wilfried Stroh (Hrsg.): Seneca in Prag. Ein tragisches Exercitium des jungen Jakob Balde S. J., herausgegeben und kritisch erläutert. In: Wilfried Stroh: Baldeana. Herbert Utz, München 2004, ISBN 3-8316-0347-2, S. 59–119.
- Philipp Weiß: Jacob Balde: Epithalamion. Herausgegeben, übersetzt und kommentiert von Philipp Weiß. Narr Francke Attempto, Tübingen 2015, ISBN 978-3-8233-6993-6.
- Ulrich Winter (Hrsg.): Iacobus Balde: Liber epodon. Saur, München/Leipzig 2002, ISBN 3-598-71246-4 (kritische Ausgabe).